# Козеки
Козеки (та Козечичі) — український дрібний князівський рід XV ст. — середини XVII ст. невстановленого походження.
Засновником роду вважається Федір, який згадується в документах 1445 р. Його сини Андрій, Лев, Іван, Василь і Михайло наприкінці XV ст. початку XVI ст. відоміші як Козечичі.
Нащадки Василя Федоровича в середині — другій половині XVI ст. згадуються як Козеки-Замлицькі (Козечичі-Замлицькі). У XV ст. — середині XVI ст. володіли землями на Київщині та Брацлавщині.
1528 р. від родини було виставлено до війська 10 вершників. Тоді ж їм належало приблизно 240 димів, 1629 р. — уже 418 димів.
На середину XVII ст. представники роду чоловічої статі здебільшого відомі як Козеки або Козики.
Їхня чисельність на Волині й у Центральній Україні на першу половину XV ст. становила 1 особу, на другу — 4 особи, на першу половину XVI ст. — 8 осіб.
Були в родинних зв'язках з одним із найбагатших і могутніх українських князівських родів — Заславськими.
Останні згадки про них у документах належать до 30-50-х рр. XVII ст.
За даними у Географічному словнику Королівства Польського…, в Успенському храмі Зимненського монастиря наприкінці 19 ст. знаходилась пам'ятна надгробна таблиця князя Дмитра Козеки, який помер у 1583 році в Замличах.
Дружиною князя Андрія Козеки була Настася (вдова у 1568), сестра волинських зем'ян Михайла та Петра, синів Людмили Кердеєвої Ваньковичової.